# Яблоновка (Славутский район)
Яблоновка (укр. Яблунівка) — село в Славутском районе Хмельницкой области Украины.
Население по переписи 2001 года составляло 567 человек. Почтовый индекс — 30087. Телефонный код — 3842. Занимает площадь 2,88 км². Код КОАТУУ — 6823985102.
Население по переписи 2011 года составляло 203 человека.

## Местный совет
30086, Хмельницкая обл., Славутский р-н, с. Манятин